# Екрем Озтюрк
Екрем Озтюрк (тур. Ekrem Öztürk; нар. 11 лютого 1997) — турецький борець греко-римського стилю, бронзовий призер чемпіонату світу, бронзовий призер чемпіонату Європи, чемпіон світу серед студентів.

## Життєпис
Боротьбою почав займатися з 2008 року.
Виступає за борцівський клуб «Sahin Bey Beledyie». Тренер — Алі Огуз Гюрсел.

## Спортивні результати на міжнародних змаганнях

### Виступи на Чемпіонатах світу
| Змагання                        | Збірна    | Вагова категорія                 | Місце  |
| ------------------------------- | --------- | -------------------------------- | ------ |
| Чемпіонат світу з боротьби 2018 | Туреччина | греко-римська боротьба, до 55 кг | Бронза |

### Виступи на Чемпіонатах Європи
| Змагання                         | Збірна    | Вагова категорія                 | Місце  |
| -------------------------------- | --------- | -------------------------------- | ------ |
| Чемпіонат Європи з боротьби 2018 | Туреччина | греко-римська боротьба, до 55 кг | Бронза |

### Виступи на Чемпіонатах світу серед студентів
| Змагання                                        | Збірна    | Вагова категорія                 | Місце  |
| ----------------------------------------------- | --------- | -------------------------------- | ------ |
| Чемпіонат світу з боротьби серед студентів 2018 | Туреччина | греко-римська боротьба, до 55 кг | Золото |

### Виступи на інших змаганнях
| Змагання                                | Збірна    | Вагова категорія                 | Місце  |
| --------------------------------------- | --------- | -------------------------------- | ------ |
| Кубок Тахті 2018                        | Туреччина | греко-римська боротьба, до 55 кг | Золото |
| Турнір Вехбі Емре і Гаміта Каплана 2018 | Туреччина | греко-римська боротьба, до 55 кг | Золото |
| Клубний чемпіонат світу з боротьби 2018 | Туреччина | команда                          | 4      |
| Турнір Вехбі Емре і Гаміта Каплана 2019 | Туреччина | греко-римська боротьба, до 55 кг | 7      |
| Гран-прі Загреба з боротьби 2019        | Туреччина | греко-римська боротьба, до 55 кг | Срібло |
| Гран-прі Іспанії з боротьби 2019        | Туреччина | греко-римська боротьба, до 55 кг | Срібло |

### Виступи на змаганнях молодших вікових груп
| Змагання                                       | Збірна    | Вагова категорія                 | Місце  |
| ---------------------------------------------- | --------- | -------------------------------- | ------ |
| Чемпіонат Європи з боротьби серед кадетів 2013 | Туреччина | греко-римська боротьба, до 50 кг | Бронза |
| Чемпіонат світу з боротьби серед кадетів 2013  | Туреччина | греко-римська боротьба, до 50 кг | 24     |
| Чемпіонат Європи з боротьби серед кадетів 2014 | Туреччина | греко-римська боротьба, до 54 кг | Срібло |
| Чемпіонат світу з боротьби серед кадетів 2014  | Туреччина | греко-римська боротьба, до 54 кг | Бронза |
| Чемпіонат світу з боротьби серед юніорів 2014  | Туреччина | греко-римська боротьба, до 55 кг | 13     |
| Чемпіонат Європи з боротьби серед юніорів 2016 | Туреччина | греко-римська боротьба, до 55 кг | 7      |
| Чемпіонат світу з боротьби серед юніорів 2016  | Туреччина | греко-римська боротьба, до 55 кг | 15     |
| Чемпіонат Європи з боротьби серед молоді 2018  | Туреччина | греко-римська боротьба, до 55 кг | Срібло |
| Чемпіонат Європи з боротьби серед молоді 2019  | Туреччина | греко-римська боротьба, до 55 кг | 11     |
| Чемпіонат світу з боротьби серед молоді 2019   | Туреччина | греко-римська боротьба, до 55 кг | Бронза |